# Rastiglione
Rastiglione is een plaats (frazione) in de Italiaanse gemeente Valduggia.